# Suazilandia en los Juegos Olímpicos de París 2024
Suazilandia estuvo representada en los Juegos Olímpicos de París 2024 por tres deportistas, dos hombres y una mujer, que compitieron en dos deportes.
Los portadores de la bandera en la ceremonia de apertura fueron los nadadores Chadd Ning y Hayley Hoy. El equipo olímpico suazi no obtuvo ninguna medalla en estos Juegos.